# 粟山 (新潟市)
- 日本 > 新潟県 > 新潟市 > 東区 (新潟市) > 粟山 (新潟市)
- 日本 > 新潟県 > 新潟市 > 江南区 (新潟市) > 粟山 (新潟市)

粟山（あわやま）は、新潟県新潟市東区及び江南区の町字。現行行政地名は粟山一丁目から粟山四丁目と大字。なお、江南区は大字粟山のみ。住居表示は一丁目から四丁目が実施済み区域、大字が未実施区域。郵便番号は950-0843。

## 概要
1980年（昭和55年）から現在までの町名。栗ノ木川東部の石山砂丘に位置する。もとは江戸時代から1889年（明治22年）まであった粟山新田の区域の一部で、1889年（明治22年）から1980年（昭和55年）まであった大字粟山が町名を施行して町丁となった。
1962年（昭和37年）からの石山団地造成に伴い、宅地化が進んだ。

### 隣接する町字
北から東回り順に、以下の町字と隣接する。
- 中野山
- もえぎ野
- 石山

## 歴史
1633年（寛永10年）の開発。地元の伝承では1629年（寛永6年）に石山新田に照大寺が移転した時に、玄之丞（原之丞）が開発したとされる。

### 分立した町字
1889年（明治22年）以後に、以下の町字が分立。
もえぎ野（もえぎの）
1989年（平成元年）11月5日に分立した町字。

### 年表
- 1889年（明治22年）4月1日 : 合併により石山村の大字となる。当初は粟山新田と称した。
- 1943年（昭和18年）5月3日 : 合併により新潟市の大字となる。
- 2007年（平成19年）4月1日 : 新潟市の政令指定都市移行により、東区の大字となる。

## 世帯数と人口
2018年（平成30年）1月31日現在の世帯数と人口は以下の通りである。
| 区   | 丁目       | 世帯数    | 人口    |
| ---- | ---------- | --------- | ------- |
| 東区 | 粟山一丁目 | 292世帯   | 627人   |
| 東区 | 粟山二丁目 | 261世帯   | 603人   |
| 東区 | 粟山三丁目 | 296世帯   | 658人   |
| 東区 | 粟山四丁目 | 443世帯   | 1,016人 |
| 計   | 計         | 1,292世帯 | 2,904人 |

## 小・中学校の学区
市立小・中学校に通う場合、学区は以下の通りとなる。
| 区     | 丁目       | 番地 | 小学校                 | 中学校               |
| ------ | ---------- | ---- | ---------------------- | -------------------- |
| 江南区 | 粟山       | 全域 | 新潟市立南中野山小学校 | 新潟市立東石山中学校 |
| 東区   | 粟山       | 全域 | 新潟市立南中野山小学校 | 新潟市立東石山中学校 |
| 東区   | 粟山一丁目 | 全域 | 新潟市立南中野山小学校 | 新潟市立東石山中学校 |
| 東区   | 粟山二丁目 | 全域 | 新潟市立南中野山小学校 | 新潟市立東石山中学校 |
| 東区   | 粟山三丁目 | 全域 | 新潟市立南中野山小学校 | 新潟市立東石山中学校 |
| 東区   | 粟山四丁目 | 全域 | 新潟市立南中野山小学校 | 新潟市立東石山中学校 |

## 主な企業・施設
- 新潟粟山郵便局
- 第四北越銀行 粟山支店
- 第四北越銀行 石山支店
- 大光銀行 石山支店